# Ratusz w Koszalinie
Ratusz w Koszalinie – modernistyczny budynek z 1962, siedziba władz miasta. Obecny budynek jest szóstym ratuszem w historii Koszalina.

## Historia
Pierwszy ratusz powstał prawdopodobnie ok. 1308 po ukończeniu budowy pierwszych murów miejskich. Nie pozostały żadne informacje na temat jego wyglądu, wiadomo, że stał na środku rynku i spłonął w 1504. Następny budynek powstał dopiero w 1609 i stanął na miejscu swojego poprzednika, był to obszerny budynek z wieżą zegarową i dzwonem przeciwpożarowym. W piwnicach mieściła się gospoda, a sam budynek otaczały kramy piekarzy i jatki rzeźnicze. Wewnątrz znajdowała się sala posiedzeń rady miasta, a nad wejściem do niej na czarnej tablicy widniał napis "Rajca, który urzędową drogą wchodzi do ratusza, ten powinien odłożyć wszelkie prywatne namiętności jak gniew, gwałtowność, nienawiść". Jego kres przyniósł wielki pożar miasta w 1718, był to ostatni ratusz stojący na środku rynku. Dwa lata później, podczas odbudowy miasta nowy ratusz umieszczono w zachodniej części północnej pierzei, miał sześć przypór łukowych, a w środkowej części elewacji frontowej wykuty w kamieniu herb miasta. W środkowej części rynku postawiono w 1720 pomnik Fryderyka Wilhelma I, który udzielił miastu pomocy finansowej umożliwiającej odbudowę po pożarze. Ponieważ ratusz miał słabą konstrukcję został rozebrany w 1827, ale już 18 czerwca tego samego roku wmurowano kamień węgielny pod budowę kolejnego. Podobnie do wcześniejszego miał łuki wsparte na sześciu filarach, a jego front zdobił herb miasta przeniesiony z poprzedniego budynku. Jest to pierwszy budynek zachowany na licznych fotografiach, został zniszczony w pierwszych dniach marca 1945 podczas ostrzału artylerii sowieckiej. Pierwszy powojenny urząd miast był zlokalizowany w budynku mieszkalnym zlokalizowanym przy ulicy Armii Czerwonej (obecna ulica marsz. Józefa Piłsudskiego) oraz w kilku innych punktach miasta. Stan techniczny budynku głównego oraz rozproszenie poszczególnych wydziałów stanowiło duże utrudnienie zarówno dla pracowników jak i dla petentów. Decyzja o budowie obecnego gmachu zapadła na szczeblu centralnym, w Urzędzie Rady Ministrów. Do realizacji wybrano projekt Władysława i Marii Michałowskich, budowę rozpoczęto w 1958, wykonawcą było Koszalińskie Przedsiębiorstwo Budownictwa Miejskiego, zespołem kierował inżynier Andrzej Boniek. Uroczyste otwarcie miało miejsce 15 grudnia 1962.

## Architektura
Obecny budynek posiada wysunięty ryzalit mieszczący klatkę schodową, w jego górnej części umieszczono zegar stanowiący część metaloplastycznej kompozycji zawierającej obowiązujący od 1959 herb miasta. Powyżej znajduje się glorieta zwieńczona masztem flagowym.